# Åke Moberg
John Åke Lennart Moberg, född 19 juni 1926 vid Upplands Artilleriregemente, död 18 mars 2013 i Kristianstad, var en allroundidrottsman, världsmästare i handboll 1948 ute, 1954 inne, samt världsmästare i militär femkamp 1953 och 1954. Han deltog i samtliga VM i militär femkamp 1952-1959 och blev aldrig sämre än trea. Han var högerhänt och spelade mittnia i anfall.

## Landslagskarriär
Moberg spelade 44 landskamper i handboll 1946-1959.  Hans landskampsdebut var  1946 i Köpenhamn mot Danmark (Sverige vann 11-4) med succé direkt och tre mål. Moberg gjorde sitt första mål efter fem sekunder på banan. Han är stor grabb och ansågs under 1940-talets slut för att vara världens bäste handbollsspelare. Han var också bra utomhusspelare och deltog i VM ute 1948 och 1952. Största landslagsmeriten var VM-guldet från 1954. 

## Klubbar
Åke Moberg debuterade i IFK Kristianstad den  8 oktober 1944 i Allsvenskan, i samma match debuterade Carl-Erik Stockenberg och på samma datum Sten Åkerstedt i Redbergslids IK, alla legendarer i svensk handboll. När Moberg gjorde sin sista allsvenska match 1959 för AIK hade han gjort 252 allsvenska matcher, flest av alla spelare fram till 1960.
Åke Moberg spelade handboll för IFK Kristianstad under största delen av sin karriär. Moberg tog SM-guld 1948, 1952 och 1953 inomhus och utomhus 1944.  I slutet av 50-talet spelade han några år för AIK Handboll i samband med utbildning på GCI (Gymnastiska Central Institutet), GIH:s föregångare i Stockholm. 1960 återvände han till Kristianstad och avslutade sin karriär som spelande tränare i IFK. Mobergs sista match med IFK Kristianstad var 13 december 1964 (2 mål) i Halmstad Sporthall mot Halmstad HP, därmed spelade han aldrig i Idrottshallen som invigdes 10 januari 1965. Efter 1964 ledde han den militära gymnastikutbildningen i Stockholm under några år.

## Meriter
- 1 SM-guld, handboll utomhus 1944
- 4 SM-silver, handboll utomhus 1945, 1947, 1949, 1950
- 1 SM-brons, handboll utomhus 1948
- 3 SM-guld, handboll inomhus 1948,1952,1953
- 3 SM-silver, handboll inomhus 1951, 1954, 1955

- 1  VM-guld, handboll utomhus 1948
- 1  VM-guld, handboll inomhus 1954
- 2  VM-guld, militär femkamp 1953 och 1954